# Killaloe
Killaloe (in irlandese: Cill Dalua  che significa "chiesa di Dalua) è un villaggio nella contea di Clare, in Irlanda.